# أماندا ليندسي كوك
أماندا ليندسي كوك هي مغنية كندية، ولدت في 8 مايو 1984.

## وصلات خارجية
- أماندا ليندسي كوك على موقع ميوزك برينز (الإنجليزية)
- أماندا ليندسي كوك على موقع أول ميوزيك (الإنجليزية)
- أماندا ليندسي كوك على موقع ديسكوغز (الإنجليزية)
- أماندا ليندسي كوك على موقع ديسكوغز (الإنجليزية)